# Jakob Vang Glud
Jakob Vang Glud (* 6. April 1988 in Aarhus) ist ein dänischer Schachspieler.
Er spielte für Dänemark bei sechs Schacholympiaden: 2008 bis 2018. Außerdem nahm er dreimal an den europäischen Mannschaftsmeisterschaften (2009 bis 2013) teil. 
Dänischer Mannschaftsmeister wurde er mit dem Helsinge Skakklub in der Saison 2008/09, mit Jetsmark Skakklub 2010/11 und 2011/12, sowie mit Philidor 2015/16 und 2016/17, er hat auch schon für den Skolernes Skakklub und Århus Skakklub/Skolerne gespielt. In der spanischen höchsten Liga spielte er in der Saison 2008 für den CE Binissalem, in der deutschen Schachbundesliga seit der Saison 2018/19 für die SG Turm Kiel. In der schwedischen Elitserien spielte Glud in der Saison 2016/17 für den Eksjö SK.
| Hier fehlt eine Grafik, die leider im Moment aus technischen Gründen nicht angezeigt werden kann. Wir arbeiten daran! |